# Manager
En manager (uttal: ['mænidʒə]; av engelskans manage, 'sköta', 'förvalta', 'handha') är en typ av administratör eller organisatör för exempelvis en idrottare eller artist (jämför impressario). I engelskan används ordet manager ofta även om en typ av chef.

## Betydelser
Engelskans manager har ett antal olika betydelser, i första hand som ledare på olika slags chefsnivå eller som administratör för exempelvis ekonomin. Flera av dessa betydelserna har följt med in i svenskan, inklusive de som direktör och ekonomiskt/organisatoriskt ansvarig. Rollen som organisatör eller samordnare används bland annat inom idrott eller olika slags artisteri, där en manager kan ha stort inflytande eller makt över en artist eller idrottare – ett inflytande som kan misskötas.

## Inom idrotten
Inom professionell lagidrott används ofta begreppet manager för den som är ytterst ansvarig för klubben eller föreningen och således är ansvarig för spelarköp och löneförhandlingar. Managern utser huvudtränaren, det vill säga den som är ytterst ansvarig för träningen av laget samt den stab i form av tränare, målvaktstränare, klubbläkare, materialförvaltare med mera som behövs runt laget.
Inom fotbollen används begreppet manager huvudsakligen i Storbritannien istället för begreppet tränare eller coach. Den brittiske managern har utöver tränaransvaret även ett visst administrativt och ekonomiskt ansvar (exempelvis spelarköp).

## Andra ord
Rollen som förvaltare, organisatör och ekonomiskt ansvarig för en artist kan i vissa sammanhang och branscher beskrivas med andra ord. Inom sexbranschen kan en porrskådespelare ha hjälp av en agent, och en prostituerads arbete kan organiseras eller skyddas av en hallick. På exempelvis Onlyfans är det vanligt med managers som hjälp i marknadsföringen, vilka i kritiska svenska texter ibland beskrivits som "näthallickar". Även inom modevärden hanteras uppdrag ofta av modellagenturer.